# Ê
Ê, ê (e-circunflexo) é uma letra em friulano, curdo, gagaúz, e vietnamita. A letra também aparece em Africâner, Francês, Português, galês e dialetos de Albanês como uma variante da letra "e", a ser utilizado em certos sistemas de transliteração chineses e ucranianos. Também é utilizado em holandês.

## Uso

### Português
Em português, ê é usado para marcar o /e/ salientado em palavras cuja sílaba tônica está em uma localização imprevisível dentro da palavra, como em "dê" e "pêssego". Sempre que a localização da sílaba tônica é previsível, o acento circunflexo não é usado. Ê /e/ contrasta com é, pronunciado /ɛ/.

### Africâner
Ê, não é considerada uma letra separada em africâner, mas ao invés, uma variação da letra "e".

### Chinês
Em Pinyin, ê representa /ɛ/. Corresponde a ㄝ no símbolo em zhuyin. O acento circunflexo está apenas presente se o  ê é escrito sozinho, e.g. ề (chinês tradicional: 誒, chinês simplificado: 诶; "eh!"); em outros lugares, como está escrito e, e.g. xué (chinês tradicional: 學, chinês simplificado: 学; "aprender").
Em Pe̍h-ōe-jī, ê é  o quinto tom de  e, e.g. ê (chinês: 的; possessivo, sufixo adjetivo).

### Neerlandês
Na língua neerlandesa, ê é utilizado para mudar a pronunciação do e para /ə/ para /ɛ/. Aparece em palavras retomadas do idioma francês.

### Francês
Em francês, ê altera a pronunciação do e para  /ə/ e para /ɛ/. Diacríticos não são considerados geralmente letras no alfabeto francês.

### Friulano
Ê é utilizado para representar os sons de /e/ e /ɛː/.

### Curdo
Ê é a sétima letra do alfabeto curdo e representa /e/.

### Ucraniano
Ê é utilizado no ISO 9:1995, sistema de transliteração ucraniana, como a letra Є.

### Vietnamita
Ê é a nona letra do alfabeto vietnamita e representa /e/. Na fonética vietnamita, os diacríticos podem ser adicionados para formar as cinco seguintes formas de representar cinco tons de ê.
- Ề ề
- Ể ể
- Ễ ễ
- Ế ế
- Ệ ệ

### Galês
Na língua galesa, ê usa-se como representação longa da letra salientada e quando, sem o circunflexo, a vogal seria pronunciado como curta ɛ, e.g.. llên, "literatura", em oposição a llen (cortina), ou gêm, (jogo), em vez de gem  (gema, joia). É útil, por escrito, palavras emprestadas com destaque definitivo, e.g. apêl (apelação).